# Storskjeret (Alver)
Ne doit pas être confondu avec Storskjeret.
Storskjeret est une île norvégienne dans le comté de Hordaland. Elle fait partie du territoire de l'ancienne commune de Meland, aujourd'hui rattachée à Alver.

## Géographie
Rocheuse et désertique, à fleur d'eau, elle s'étend sur environ 38 m de longueur pour une largeur approximative de 20 m. 